# Diócesis de Argyll
La diócesis de Argyll o de Lismore (en latín: Dioecesis Ergadiensis y en inglés: Diocese of Argyll) fue una circunscripción eclesiástica de la Iglesia católica en el Reino Unido. Se trataba de una diócesis latina, sufragánea de la arquidiócesis de Glasgow. Fue suprimida de hecho el 7 de agosto de 1560 al apostatar su obispo.

## Territorio y organización

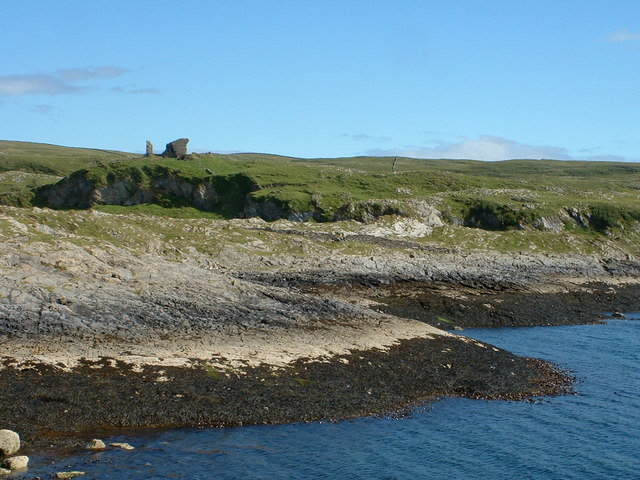
Ruinas del Castillo de Achanduin, residencia de los obispos de Argyll en Lismore

La diócesis extendía su jurisdicción sobre los fieles católicos de rito latino residentes en el condado histórico de Argyll y la isla de Lismore, en Escocia.
La sede de la diócesis se encontraba en la isla de Lismore, en donde se halla la actual iglesia de San Molua, que fue construida en 1749 sobre las ruinas de la antigua catedral incendiada por los protestantes en el siglo XVI y que pertenece a la Iglesia de Escocia.

## Historia
La antigua diócesis de Argyll se erigió entre 1183 y 1192/1193, tomando su territorio de la diócesis de Dunkeld luego de que el obispo John the Scot de esta última se lo solicitara al papa por no hablar el idioma gaélico que era el usual en ese territorio.
Durante los primeros dos siglos y medio de su existencia, la diócesis, como todas las diócesis de Escocia en ese momento, estuvo inmediatamente sujeta a la Santa Sede; en 1472 se convirtió en sufragánea de la arquidiócesis de San Andrés, y en 1492 pasó a formar parte de la provincia eclesiástica de la arquidiócesis de Glasgow.
En 1510 la residencia del obispo se trasladó a Saddell en la península Kintyre, a donde el rey Jacobo IV pensaba trasladar la catedral, proyecto que no continuó con su muerte en 1513.
La diócesis se separó de la obediencia a la Santa Sede en el siglo XVI tras la afirmación de la Reforma protestante en Escocia: el último obispo, James Hamilton, abrazó la nueva denominación religiosa alrededor de agosto de 1560.

## Episcopologio
- Evald † (circa 1200)
- Harald † (1228-?)
- William † (16 de febrero de 1239-1241 falleció)
- Alan † (1250-1262 falleció)
- Laurence de Ergadia, O.P. † (31 de marzo de 1263-1299 falleció)
- Andrew, O.P. † (18 de diciembre de 1300-circa 1342 falleció)
- Martin de Ergadia, O.P. † (20 de diciembre de 1344-1386 falleció)
- Iain MacDhùghaill † (26 de abril de 1387-? falleció)
- Beoan MacGilleandrais † (17 de septiembre de 1397-? falleció)
- Fionnlagh of Albany, O.P. † (31 de enero de 1420-1425/1426 retirado)
- George Lauder † (1427-1462?)
- Robert Colquhoun † (24 de abril de 1475-13 de febrero de 1495 o 1496 falleció)
- David Hamilton † (3 de abril de 1497-antes del 16 de julio de 1524 falleció)
- Robert Montgomery † (28 de julio de 1525-antes del 29 de agosto de 1538 falleció)
- William Cunningham † (7 de mayo de 1539-1553 retirado)
- James Hamilton † (14 de julio de 1553-agosto de 1560 apostató)